# ترانساول سي-160
ترانساول سي-160 (Transall C-160) هي طائرة نقل عسكرية، يتم إنتاجها كمشروع مشترك بين فرنسا وألمانيا. " Transall " هي اختصار لكونسورتيوم التصنيع Transporter Allianz، الذي يضم شركات MBB و Aerospatiale وVFW-Fokker. تم تطويرها في البداية لتلبية متطلبات طائرة نقل حديثة للقوات الجوية الفرنسية والألمانية؛ كما تم بيع الصادرات إلى جنوب إفريقيا وتركيا، بالإضافة إلى عدد صغير للمشغلين المدنيين.

## المتغيرات
نماذج
تم بناء ثلاثة نماذج، واحدة لكل شركة منتجة.
- تم بناء V1 بواسطة شركة Nord Aviation في Bourges بفرنسا ، ثم حلقت لأول مرة في 25 فبراير 1963.[3]
- تم بناء V2 بواسطة VFW في Lemwerder بألمانيا، وحلقت لأول مرة في 25 مايو 1963
- تم بناء V3 بواسطة HFB في هامبورغ-فينكينويردر وحلقت للمرة الأولى في 19 فبراير 1964.